# Йоан Драгаш
Йоан Драгаш, Иван Драгаш или в османските източници Саруяр е феодален владетел на Велбъждското деспотство, син на деспот Деян.
След смъртта на баща си, заедно с втората си майка Теодора и брат си Константин наследява цялата територия на деспотството, разположено между реките Струма и Вардар. Под документите се подписва с титлата „деспот“. Сече свои монети в монетарницата в Охрид. В крайна сметка наследствените земи са поделени между двамата братя и Йоан Драгаш управлява североизточно от Струмица. Този район е и първият, който попада под ударите на нашествието на Лала Шахин след битката при Черномен. Въпреки съпротивата на наричания от османците Саруяр, той е принуден да се обяви за васал пред османския военачалник. В крайна сметка Йоан Драгаш – Саруяр се замонашва и отстъпва своите земи на брат си Константин Драгаш.